# Мелвін-Вілледж (Нью-Гемпшир)
Мелвін-Вілледж (англ. Melvin Village) — переписна місцевість (CDP) в США, в окрузі Керролл штату Нью-Гемпшир. Населення — 273 особи (2020).

## Географія
Мелвін-Вілледж розташований за координатами 43°41′24″ пн. ш. 71°18′15″ зх. д. / 43.69000° пн. ш. 71.30417° зх. д. (43.689994, -71.304096).  За даними Бюро перепису населення США в 2010 році переписна місцевість мала площу 2,34 км², з яких 2,32 км² — суходіл та 0,01 км² — водойми.

## Демографія
Згідно з переписом 2010 року, у переписній місцевості мешкала 241 особа в 115 домогосподарствах у складі 76 родин. Густота населення становила 103 особи/км².  Було 274 помешкання (117/км²).
Расовий склад населення:
| - 99,2 % — білих - 0,8 % — азіатів |

До двох чи більше рас належало 0,0 %. Частка іспаномовних становила 0,0 % від усіх жителів.
За віковим діапазоном населення розподілялося таким чином: 15,8 % — особи молодші 18 років, 54,7 % — особи у віці 18—64 років, 29,5 % — особи у віці 65 років та старші. Медіана віку мешканця становила 56,4 року. На 100 осіб жіночої статі у переписній місцевості припадало 95,9 чоловіків;  на 100 жінок у віці від 18 років та старших — 91,5 чоловіків також старших 18 років.
Середній дохід на одне домашнє господарство  становив 45 259 доларів США (медіана — 33 417), а середній дохід на одну сім'ю — 70 326 доларів (медіана — 58 750). За межею бідності перебувало 26,1 % осіб, у тому числі 0,0 % дітей у віці до 18 років та 16,2 % осіб у віці 65 років та старших.
Цивільне працевлаштоване населення становило 50 осіб. Основні галузі зайнятості: будівництво — 52,0 %, публічна адміністрація — 28,0 %, фінанси, страхування та нерухомість — 20,0 %.